# Danilo Arrieta
Danilo Esteban Arrieta Cerda es un exfutbolista chileno-danés. Nació el 10 de febrero de 1987 en Villa Alemana, Región de Valparaíso, Chile. Su familia se fue a vivir a Dinamarca, donde fue criado. Jugó de delantero y su último club fue el Viborg FF, de la Primera División de Dinamarca.

## Divisiones inferiores
En 1991 llega al Lystrup IF y comienza a jugar en las divisiones inferiores. Se caracterizaba por una gran técnica por lo que fue llamado el Laudrup Chileno, por su juego parecido al gran Michael Laudrup, considerado como el mejor futbolista danés de todos los tiempos. En el año 1997 pasó al Aarhus GF y en 2002 al Valencia de España, en donde fue tasado en 18 millones de dólares.

## Carrera profesional
Comenzó su carrera profesional el año 2004 debutando por el AGF Århus, de la Primera División de Dinamarca. En el 2006 fichó por CD Eldense, de la Segunda División de la Liga española. Al año siguiente, Arrieta es traspasado al Orihuela y en 2008 vuelve a Dinamarca para integrarse al Vejle Boldklub, de la Primera División. 
El 2009 es cedido al Hobro IK.

## Selección nacional
Quería integrar la selección chilena sub-17 en agosto de 2002, el técnico César Vaccia lo preconvocó pero finalmente hubo algunos problemas con el Valencia, y además solo tenía 15 años. No esperó más y fue llamado a la sub-17 de Dinamarca en el año 2003, donde jugó 17 partidos y anotó 9 goles. Además posteriormente defendió a la sub-18, sub-19 y sub-20, marcando un total de 8 goles.

## Clubes
| Club              | País      | Año       |
| ----------------- | --------- | --------- |
| Valencia Mestalla | España    | 2002-2004 |
| Aarhus            | Dinamarca | 2004-2006 |
| Eldense           | España    | 2006-2007 |
| Orihuela          | España    | 2007      |
| Vejle             | Dinamarca | 2008      |
| Hobro             | Dinamarca | 2009-2012 |
| Viborg            | Dinamarca | 2012-2015 |
| Skive             | Dinamarca | 2015      |
| Lyngby            | Dinamarca | 2015-2017 |
| Viborg            | Dinamarca | 2017      |